# Platyla feheri
Platyla feheri is een slakkensoort uit de familie van de Aciculidae. De wetenschappelijke naam van de soort is voor het eerst geldig gepubliceerd in 2009 door Subai.